# Svetlagorsk
Svietlahorsk (bjeloruski: Светлаго́рск, do 1961. Šacilki bjeloruski: Шацілкі) je grad u istočnoj Bjelorusiji u Gomeljskoj oblasti.

## Povijest
Naselje Šacilki je 1956. godine dobilo status grada, a dvije godine kasnije otvorena je Vasilevicka termoelektrana. Šacilki 1960. postaje središte tadašnjeg Paričkog rajona, a već sljedeće godine naselje dobiva sadašnje ime Svietlahorsk.
Grad je poznat po svojoj industriji i djelatnostima povezanim s njom. U gradu rade elektrana, kemijska tvornica, tvornica armiranog betona, naftna industrija, tvornice celuloze i papira te mljekarska tvornica i pekara. U gradu djeluje i industrijski fakultet.

## Zemljopis
Grad se nalazi na rijeci Berezini u regiji Homieljskog Polesja, na oko 113 km sjeverozapadno od administrativnog centra oblasti Gomelja (s kojim je povezan cestom preko grada Rečice). Svietlahorsk je željeznička postaja na pruzi Žlobin - Kalinkoviči.

## Stanovništvo
Godine 2009. u gradu je živjelo 69.995 stanovnika, dok je prosječna gustoća naseljenosti 2.796 stan./km2

## Gradovi prijatelji
- Bielsk Podlaski, Poljska.
- Călăraşi, Moldova.
- Călăraşi, Rumunjska.
- Černuška, Rusija.
- Helmstedt, Njemačka.
- Ivantejevka, Rusija.
- Kingisepp, Rusija.
- Kommunar, Rusija.
- Obzor, Bugarska.
- Sliven, Bjelorusija.
- Mendip, Engleska.

## Vanjske poveznice
- Službena stranica grada  Arhivirana inačica izvorne stranice od 6. srpnja 2011. (Wayback Machine)

## Galerija
- Pravoslavna katedrala
- Katolička crkva
- Željeznička stanica